# Blåvingad havsmus
Blåvingad havsmus (Chimaera mirabilis) är en hajliknande broskfisk som finns i djupare vatten i Atlanten.

## Utseende
Precis som hos den nära släktingen havsmus har arten en mycket lång stjärt som smalnar av till en tråd, samt en avrundad nos, något som ger den ett "musliknande" utseende. Till skillnad från havsmusen har den en enfärgat mörkbrun kropp med sammanhängande buk- och analfenor, blå bröst- och bukfenor samt turkosfärgade stjärt- och ryggfenor. Tandbeväpningen består av flata plattor. Som mest kan arten bli ungefär 75 cm lång, varav själva kroppen utgör omkring 35 cm. Honan är i regel större än hanen.

## Vanor
Den blåvingade havsmusen är en djupvattensfisk som lever vid kontinentalsockelns sluttningar på djup mellan 450 och 1 933 m, vanligtvis djupare än 800 m. Arten lever troligtvis på klipp-, grus- och gyttjebottnar där den förtär olika ryggradslösa bottendjur och småfisk. Den är äggläggande,  äggen är täckta av en hornartad kapsel.

## Utbredning
Arten är känd från nordöstra Atlanten från farvattnen utanför Island, Irland, Hebriderna och Skottland, från centrala till södra delarna av Östatlanten utanför Marocko, Västsahara, Senegal och Mauretanien samt Namibia, och i västra Atlanten från Mexikanska golfen och Surinam. Artens biologi är dåligt känd, och man utesluter inte att den kan förekomma i fler områden än vad som för närvarande är känt.

## Status
Den blåvingade havsmusen är inte kommersiellt fiskad för närvarande, men arten förefaller minska, och oron för att det ökande fisket i Atlanten påverkar även denna art har gjort att den är klassificerad som nära hotad ("NT", underkassificering "A4d") av IUCN.